# Бонсдорф, Аксель Робертович
Аксель Робертович Бонсдорф (фин. Axel Edvard Bonsdorff; 1839—1919) — геодезист, генерал от инфантерии Русской императорской армии (1913), член-корреспондент Петербургской академии наук (1898).

## Биография
Аксель Бонсдорф родился 9 декабря 1839 года во Фридрихсгаме. Учился в Фридрихсгамском кадетском корпусе, в Михайловской артиллерийской академии (1862) и в Николаевской академии генерального штаба (1872).
А. Р. Бонсдорф состоял производителем астрономических работ в Туркестанском военном округе (с 1873 г.), в 1877 году заведующим оренбургским военно-топографическим отделом (1877), редактором карт при военно-топографическом отделе главного штаба (1882) и начальником топографической съемки воссоединенной части Бессарабской губернии (1882), начальником топографической съемки Финляндии (с 1884 г.), начальником топографической съемки Финляндии и Санкт-Петербургской губернии, а с 1904 года — начальником триангуляции западного пограничного пространства. Оказал существенное влияние на становление и развитие КВТ.
Из его работ важнейшие: определения долгот; вычисление земного сфероида из русско-скандинавского градусного измерения; исследование поднятия берега Финляндии. В 1898 году был избран членом-корреспондентом Императорской академии наук.